# Масауа (народ)

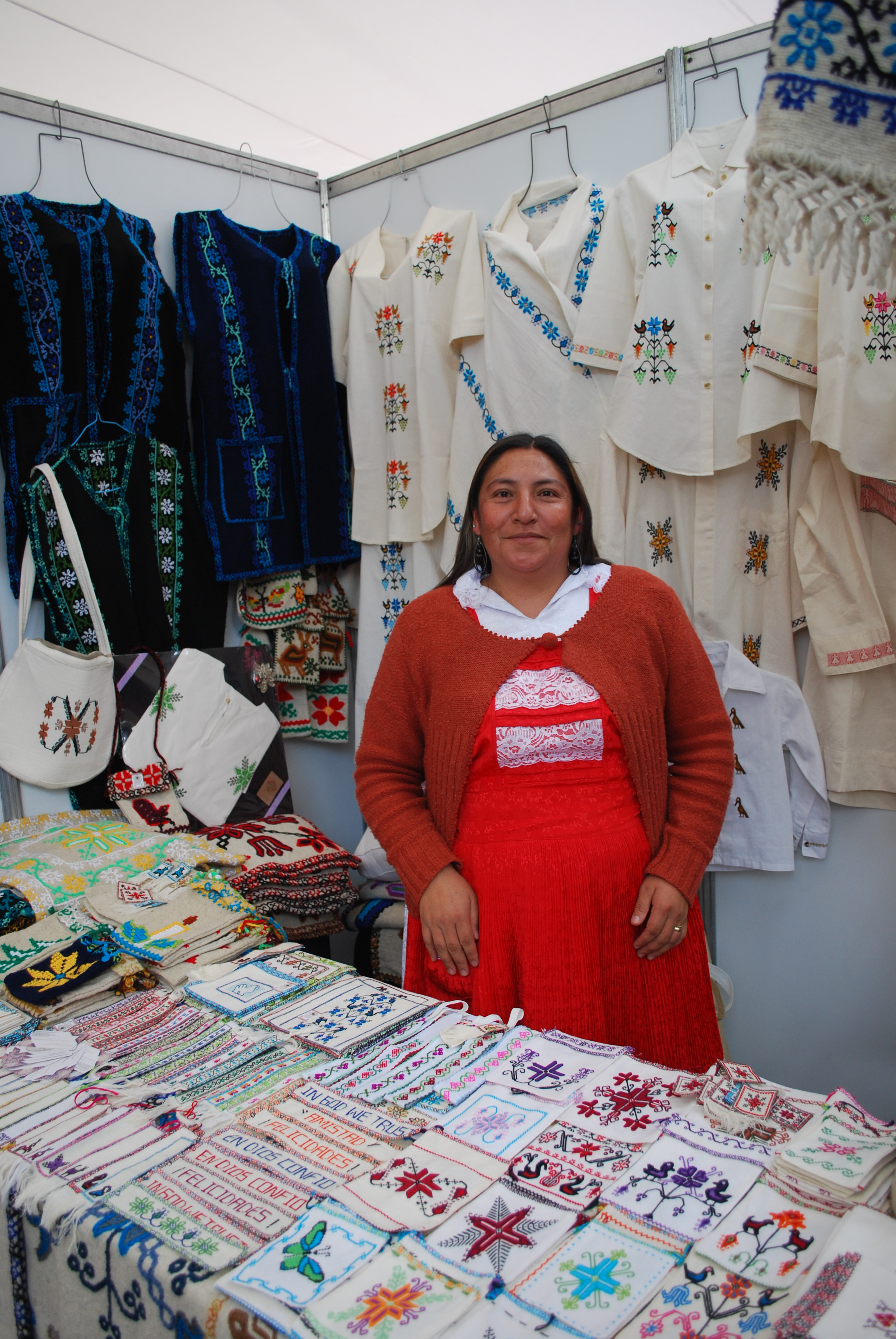
Энит Мартинес Фонсека продаёт предметы народного творчества масауа из Сан-Фелипе-Сантьяго в штате Мексико, 2016 год.

Масауа (исп. Mazahua) — один из крупнейших коренных народов Мексики, проживающий на северо-западе штата Мехико и юго-востоке Мичоакана, а также в результате миграций — в федеральном округе Мехико. Наиболее крупные группы масауа проживают в муниципалитетах Сан-Фелипе-дель-Прогресо и Сан-Хосе-дель-Ринкон (оба в штате Мехико). Согласно переписи 1990 года, в Мексике проживало 127826 масауа; согласно справочнику Ethnologue — около 350 тыс.

## Этноним
Слово Mazahua происходит из языка науатль и означает «владельцы оленей», что, вероятно, указывает на проживание масауа в горных районах, богатых дичью. Масауа называют себя Hñatho, а также tee ñaatjo jñaatjo, что значит «настоящие люди, кто говорит на языке».

## Язык
Язык масауа относится к ото-памской ветви и близок к языку отоми. По мнению филологов[каких?], язык масауа относится к отомангской языковой семье. В 1939 году 77 715 человек говорило на языке масауа, из них 29 269 не знали испанского, 48 446 были билингвы и могли общаться как на масауа, так и на испанском языках. Число владеющих языком масауа к 2006 году составило 133 413 человек. Закон Мексики приравнивает статус языка масауа и к испанскому на территории традиционного использования индейского языка. Более половины масауа владеют родным языком, а некоторые не говорят на испанском бегло.

## История
Ранняя история масауи известна лишь по устным преданиям. Они считаются потомками древнего племени отоми Центральной Мексики, мигрируя на территории современного проживания в XIII веке, во время великого переселения пяти племён под общим названием чичимеки. Масауа перешли под управление ацтекской империи в XV веке, платили ацтекам продуктами и людьми для ритуальных жертвоприношений.
В 1521 году испанский конкистадор Эрнан Кортес подчинил империю ацтеков, консолидировал испанскую мощь в Мехико и подчинил силой оружия соседние народы, включая масауа. Францисканцы обращали масауа в католичество. Число масауа резко сократилось в связи с вспыхнувшими эпидемиями, поскольку у индейцев отсутствовал иммунитет к завезённым европейцами на континент болезням. Масауа принуждали к тяжёлому труду, обращали в рабство. Все эти факторы нарушили привычный, традиционный уклад жизни масауа.
К середине 1700-х годов многие масауа проживали в деревнях вблизи крупных гасиенд, где они трудились рабочими, фермерами, домашней прислугой либо кормились от собственного небольшого надела земли. Жизнь при испанцах для масауа оказалась тяжелее, нежели при ацтеках.
После провозглашения независимости Мексики от Испании в 1810 году, жизнь масауа не улучшилась. Крупные гасиенды объединились, и многие масауа работали там батраками. Позже мексиканское правительство отторгло часть земель, которые частично вернулись к масауа лишь после мексиканской революции 1910 года. В период аграрной реформы 1930-х годов эту землю раздали масауа для земледелия. Современные масауа, преимущественно, заняты в области сельского хозяйства. Традиционно они занимались либо земледелием, которое давало скудные урожаи, либо ремеслом — изготовлением изделий из агавы. Хозяйство масауа основано на массовом выращивании кукурузы, тыкв и бобовых.
Вынесшие терпеливо почти 500-летнюю эксплуатацию над собой масауа в 2006 году перекрыли потоки воды в столицу и окружающие города. Своим протестом они призывали правительство обратить внимание на их проблемы. Проект сооружения плотины Кутцамала вызвал массовые протесты масауа, в основном женщин, которые взяли в руки оружие образовали Сапатистское движение с целью защиты своих земель.

## Традиции

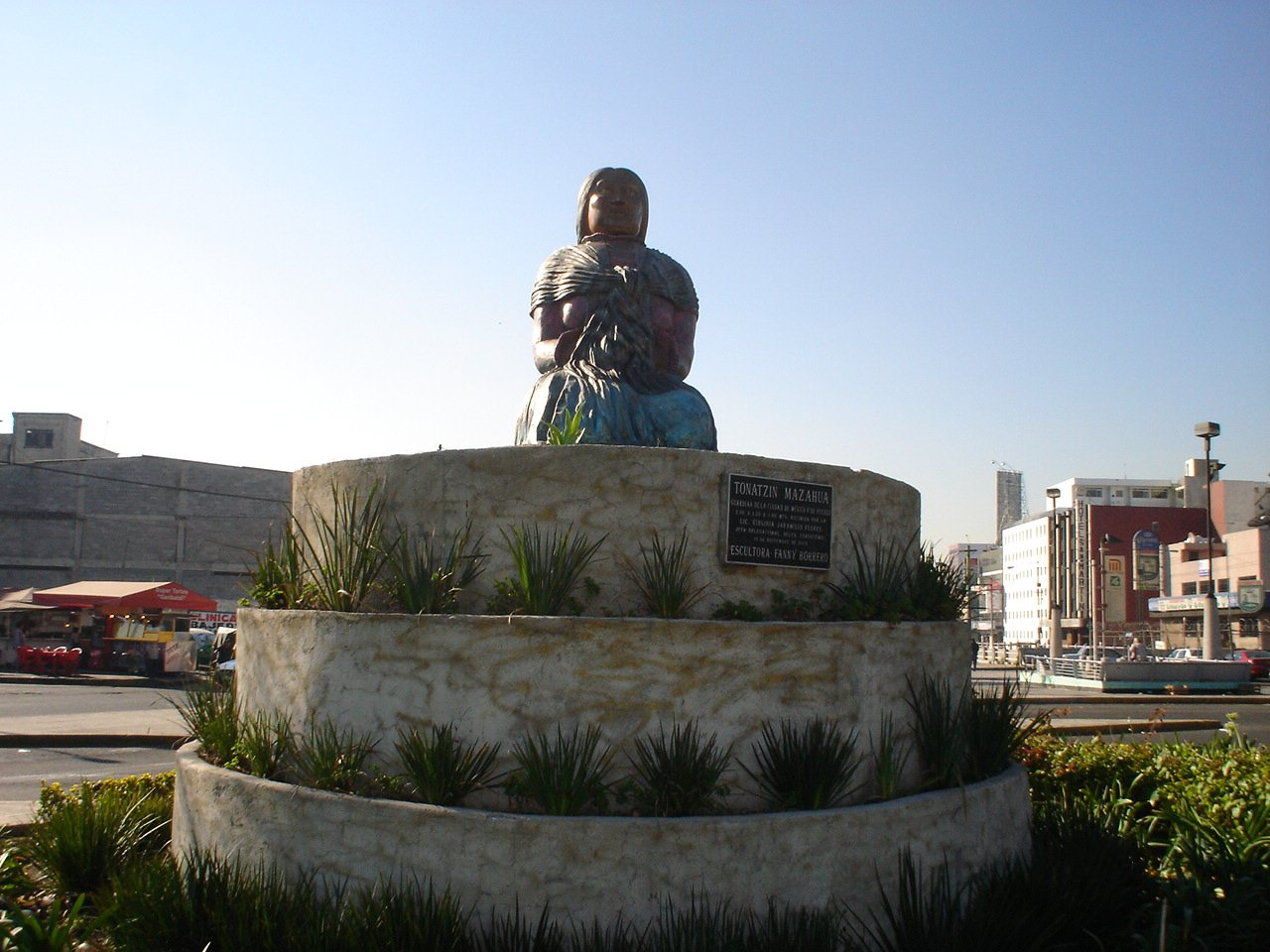
Монумент народу масауа. Город Мехико, Мексика

Народ масауа претерпел сильное влияние испанцев и католичества, которое приняли вскорости после испанского завоевания. Каждый город или деревня ежегодно отмечают день своего святого покровителя. Несмотря на приверженность католицизму, масауа верят в злых духов и обращаются к знахарям, акушеркам, колдунам, костоправам. Масауа верят, что в День мёртвых души умерших возвращаются в мир живых в виде бабочек данаида-монарх.
Масауа считают, что земля общая по обычаю ejido. Муниципалы и блюстители ejido ответственны за разрешение конфликтов и проблем общества.
Традиционно представители масауа заключают брак внутри своей группы, часто между кузенами. Отличительной особенностью народа является обычай, когда после свадьбы муж и жена довольно долго живут в семье жены, объясняя это тем, что «молодожёнам там будет лучше». Традиционно масауа предпочитали общаться с близкими родственниками, между дальними родственниками близкие отношения не практиковались.